# 유소 (용구후)
유소(劉昭, ? ~ ?)는 전한 말기의 제후로, 노안왕의 증손이다.

## 생애
아버지 유미앙의 뒤를 이어 용구후(容丘侯)에 봉해졌으나, 전한이 멸망하여 작위가 박탈되었다.

## 출전
- 반고, 《한서》 권15하 왕자후표 下

| 선대 아버지 용구경후 유미앙 | 전한의 용구후 ? ~ 8년 | 후대 (전한 멸망) |